# Ptychohyla hypomykter
Az Ptychohyla hypomykter a kétéltűek (Amphibia) osztályának békák (Anura) rendjébe és a levelibéka-félék (Hylidae) családjába tartozó faj.

## Előfordulása
A faj Hondurasban, Guatemalában, Nicaraguában és valószínűleg Salvadorban él. Természetes élőhelye szubtrópusi vagy trópusi nedves síkvidéki erdők, szubtrópusi vagy trópusi nedves hegyvidéki erdők, folyók, legelők, lepusztult erdők. A fajt élőhelyének elvesztése fenyegeti.